# Приключения Джинга
«Приключения Джинга» (яп. 王ドロボウJING О: Доробо: Джинг) — аниме и манга за авторством Юити Кумакуры, о приключениях вора Джинга и его напарника Кира. 
Аниме было создано студиями Aniplex и Studio Deen, режиссёром выступил Хироси Ватанабэ. Манга лицензирована в Америке компанией TOKYOPOP. По российскому телевидению аниме-сериал шёл на канале Муз-ТВ.

## Сюжет
Сюжет представляет собой набор отдельных истории о приключению Джинга. Истории затрагивают самые разные темы от любовной истории до вопросов о времени и пространстве. Сюжеты часто граничат с комедией и фарсом, но не переходят этой грани.
Каждая новая история строится на поиске и овладении какой-либо новой вещи — «сокровища». Также в каждой истории обязательно присутствует девушка, которая сопровождает Джинга. Также в оппозиции находится некий злодей, который либо охраняет очередную цель Джинга, либо пытается завладеть сокровищем быстрее него. В конце истории Джинг спасает тех, кто должен быть спасен, меняет представление о мире, рушит неоправданные планы злодеев, и наружу, как правило, выходит личная трагедия. Между тем, история всегда заканчивается оптимистично, благодаря характеру никогда не унывающего Джинга.
Прошлое Джинга раскрывается в основных главах манги и его сне в OVA. Мать Джинга рано умерла, отец никогда не был упомянут. Похоже, что Джинг родился со странной правой рукой, которая восстановилась с помощью пистолета, отправленного матерью Джинга. Пистолет был доставлен Постино Джингу в его десятый день рождения. Мать попросила Постино доставить посылку именно в этот день, несмотря ни на что, упомянув, что это пригодится для правой руки Джинга.
Непонятно, откуда возникла кличка Джинга — «Король Воров». С самого начала серий и во всех эпизодах, затрагивающих прошлое героя, Джинг уже имел это прозвище.

## Персонажи
Джинг (яп. ジン Дзин) — главный герой, известный вор по кличке «Король бандитов».
Джинг умен, обладает незаурядными физическими способностями и хорошим чувством юмора. Из-за его славы вора, встретившие его люди удивляются, обнаруживая что он ребёнок невысокого роста. Между тем, его воровские способности не вызывают сомнений. 
Свои цели, которые Джинг называет «сокровищами», он выбирает без видимой на то причины. Джинг путешествует со своим напарником Киром, которого ему подарили на день рождения его старые друзья. В тот же день рождения ему пришла посылка от его матери, которая попросила Постино доставить посылку именно в этот день. В посылке был пистолет Royal, который действовал только при острой необходимости. Джингу не удалось его использовать ни разу, и он попросил Постино доставить ему (себе) эту же посылку через 20 лет, думая, что лучший подарок — Кир и хорошие друзья — уже был сделан. 
Главное оружие Джинга — «Kir Royal», второстепенное оружие — нож, но он может ловко воспользоваться любым орудием вплоть до веревки.
О его прошлом рассказано в OVA.
Сэйю: Мицуки Сайга
Кир (яп. キール Ки:ру) — второй главный персонаж. Напарник Джинга, говорящий альбатрос, вылупившийся из большого яйца. Джинг назвал его Киром по надписи на яйце. Свой пол Кир выбрал, спросив у девушки, какого пола он должен быть, чтобы стать её близким другом. Кир, в отличие от Джинга, постоянно интересуется девушками, но всегда оказывается не у дел. Для Джинга Кир незаменимый друг и, в то же время, оружие — с помощью Кира и своей правой руки Джинг использует атаку «Kir Royal» — по имени Кира и названию пистолета, который Джингу подарила мать.
Сэйю: Синъитиро Мики
Постино (яп. ポスティーノ)— единственный второстепенный персонаж, который встречается в нескольких сериях (главах). Профессия Постино — доставка посылок. Он ездит на большом чёрном мотоцикле. По его словам, он может доставить посылку любому человеку, где бы тот ни находился — даже если не в этом мире. Постино помогает Джингу и появляется как раз в то время, когда Джинг нуждается в его помощи. Он появляется из ниоткуда, и, доставив что-либо Джингу, исчезает на всё оставшееся время истории. В первых главах манги он появлялся только однажды, а во второй части — дважды.

## Аниме

### Список серий
| 1 | 1st Shot: The Capital of Thieves (1st SHOT: ドロボウの都)                           | 15.05.2002 |
| Джинг и Кир пытаются выкрасть бесценное сокровище- легендарных Парных Русалок, из неприступной резиденции мэра необычного города, целиком населенного ворами и проходимцами! |                                                                                     |            |
| 2 | 2nd Shot: The Ghost Ship of Blue Hawaii (2nd SHOT: ブルーハワイの幽霊船)            | 22.05.2002 |
| Прибережный городок терроризирует зловещий корабль-призрак!С помощью Розэ, местной сотрудницы сил правопорядка, Джинг оказывается на борту и раскрывает тайну обреченного судна- а Кир приударяет за девочками! |                                                                                     |            |
| 3 | 3rd Shot: The Adonis Capital of Time (Part 1) (3rd SHOT: 時の都アドニス 前編)       | 29.05.2002 |
| 4 | 4th Shot: The Adonis Capital of Time (Part 2) (4th SHOT: 時の都アドニス 後編)       | 05.06.2002 |
| 5 | 5th Shot: The Little Girl from Technicolor Town (5th SHOT: 色彩都市の少女)          | 12.06.2002 |
| Джинг и Кир спасают выставленную на аукцион красавицу - хладнокровный магнат Драмбуйе хочет сделать её частью своей коллекции произведений искусства. |                                                                                     |            |
| 6 | 6th Shot: The Eternal City Of Reviva (Part 1) (6th SHOT: 不死の都リヴァイヴァ 前編) | 19.06.2002 |
| 7 | 7th Shot: The Eternal City Of Reviva (Part 2) (7th SHOT: 不死の都リヴァイヴァ 後編) | 26.06.2002 |
| 8 | 8th Shot: Don't Drop the Por Vora (8th SHOT: 爆弾生物ポルヴォーラ)                  | 03.07.2002 |
| Джинг и Кир обязались доставить в отдаленный шахтерский городок необычный груз. Взрывающиеся существа "порворы" настолько опасны, что кроме Джинга и Кира за них браться некому. |                                                                                     |            |
| 9 | 9th Shot: The Musical Island of Koko-Ko (9th SHOT: 調べの島ココ・オコ)              | 17.07.2002 |
| Джинг и Кир прибывают на остров Коко-Ко, где живут музыканты. Кир ссорится с Джингом и улетает прочь. Кир, пытаясь привлечь внимание женского пола, падает с доски для серфинга, и спасает его не симпатичная девушка в купальнике, а Мимоза - неловкая девушка в очках. В процессе выясняется, что она влюблена в друга детства Рушина, и Кир решает помочь ей обрести счастье. Он также выясняет, что сокровище, которое хочет украсть Джинг - просто легенда острова. Когда Рушин попадает в беду, Кир прилетает к Джингу, чтобы попросить того о помощи. Используя Kir Royal, Джинг и Кир освобождают Рушина и одновременно открывают проход в подземные глубины острова, где и находят сокровище. |                                                                                     |            |
| 10 | 10th Shot: The Lullaby of the Por Vora (10th SHOT: ポルヴォーラの子守歌)            | 24.07.2002 |
| Глубоко в лесах затеряна таинственная Пороварня, хранящая секрет появления на свет взрывающихся зверушек. |                                                                                     |            |
| 11 | 11th Shot: The Masquerade Ball of ZaZa (Part 1) (11th SHOT: ザザの仮面舞踏会 前編)  | 31.07.2002 |
| 12 | 12th Shot: The Masquerade Ball of ZaZa (Part 2) (12th SHOT: ザザの仮面舞踏会 中編)  | 07.08.2002 |
| 13 | 13th Shot: The Masquerade Ball of ZaZa (Part 3) (13th SHOT: ザザの仮面舞踏会 後編)  | 14.08.2002 |

### Jing in Seventh Heaven (OVA)
Сюжет основан на 4 томе манги. Начинается история с того, что Джинг попадает в малоизвестную тюрьму с ироничным названием «Седьмые небеса». Как заверил Кира Джинг, он отправился в тюрьму за очередным сокровищем. Сокровищем на этот раз стали особые конфеты, которые делал из сновидений человек, находящийся в тюрьме. В OVA Джинг видит сны, как чужие, так и свои. Почти все события разворачиваются в мире сновидений.